# 中林 (野々市市)
中林（なかばやし）は、石川県野々市市の字のひとつ。現行行政地名は中林一丁目から中林五丁目。郵便番号は921-8834。

## 概要
旧富奥村の大字であることから富奥地区に分類される。
旧富奥村時代は村の中心地であり、富奥村役場、村立富奥尋常小学校、村立富奥中学校が置かれていた。現在は公的機関としてJAののいちが、教育機関として富陽小学校がある。

## 歴史
- 1889年（明治22年）4月1日 - 周辺13か村との合併による富奥村発足により石川郡富奥村字中林となり、村役場が置かれる。
- 1955年（昭和30年）4月1日 - 野々市町と富奥村の合併により石川郡野々市町字中林となる。
- 1962年（昭和37年）8月 - 旧富奥小学校跡に石川県農業試験場が移転（その後の1987年（昭和62年）金沢市才田町に移転）。
- 1980年（昭和55年）11月 - 住居表示が石川郡野々市町中林一 〜 五丁目に変更される[4]。
- 1982年（昭和57年）4月1日 - 野々市小学校から富陽小学校が分離、開校する。
- 2011年（平成23年）11月11日 - 野々市町の市制施行により野々市市中林一 〜 五丁目となる。

## 世帯数と人口
2018年（平成30年）3月31日現在の世帯数と人口は以下の通りである。
| 丁目       | 世帯数  | 人口  |
| ---------- | ------- | ----- |
| 中林一丁目 | 202世帯 | 547人 |
| 中林二丁目 | 43世帯  | 124人 |
| 中林三丁目 | 25世帯  | 68人  |
| 中林四丁目 | 53世帯  | 55人  |
| 中林五丁目 | 64世帯  | 176人 |
| 計         | 387世帯 | 970人 |

## 小・中学校の学区
市立小・中学校に通う場合、学区は以下の通りとなる。
| 丁目       | 番・番地等 | 小学校               | 中学校                 |
| ---------- | ---------- | -------------------- | ---------------------- |
| 中林一丁目 | 全域       | 野々市市立富陽小学校 | 野々市市立野々市中学校 |
| 中林二丁目 | 全域       | 野々市市立富陽小学校 | 野々市市立野々市中学校 |
| 中林三丁目 | 全域       | 野々市市立富陽小学校 | 野々市市立野々市中学校 |
| 中林四丁目 | 全域       | 野々市市立富陽小学校 | 野々市市立野々市中学校 |
| 中林五丁目 | 全域       | 野々市市立富陽小学校 | 野々市市立野々市中学校 |

## 施設
- JAののいち本店
- 野々市市スポーツランド
- 富奥防災コミュニティセンター（富奥公民館）
- 富奥保育園
- 野々市市立富陽小学校
- 石川県立明和特別支援学校

## バス路線
- 加賀白山バス
  - 錦町野々市線
  - 中宮B線

## 道路
- 石川県道189号額谷三浦線